# HVDC Kotka-Kernovo
HVDC Kotka-Kernovo var en planerad högspänd likströmledning under Finska viken mellan Finland och Ryssland. Sjökabeln skulle gå mellan Kernovo i Leningrad oblast och Mussalö i Finland. Projektet, som stöddes av flera svenska industriföretag, skulle öka tillgången på el i södra Sverige via Fennoskan.  
Förbindelsen skulle bestå av två parallella sjökablar 50–100 meter från varandra och en jordledning. Den skulle anslutas till Leningrads kärnkraftverk i Sosnovyj Bor och inkomsterna skulle användas till att uppgradera kärnkraftverket. Finiansieringen garanterades av Vnesjekonombank. 
År 2006 avslog de finska myndigheterna United Power Oys ansökan om tillstånd till byggnationen och projektet lades ned.